# Glen Sobel

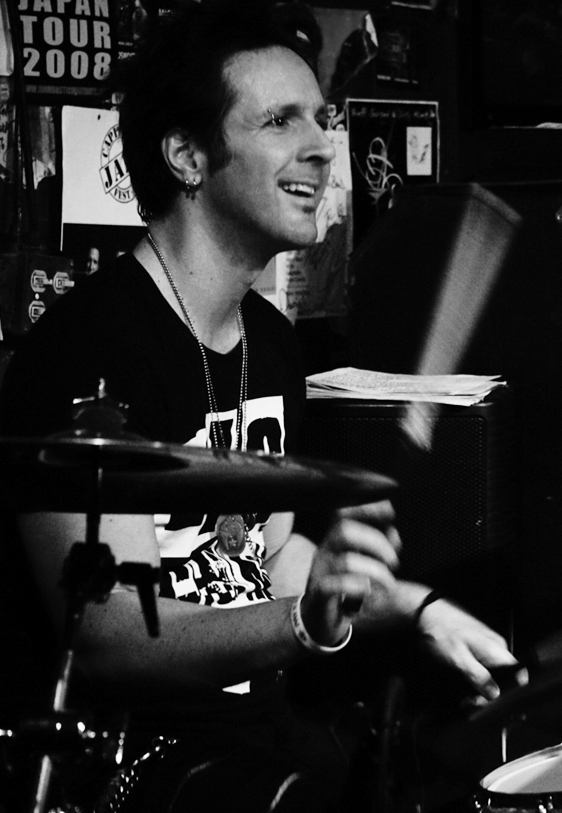
Glen Sobel (2015)

Glen Sobel (* 27. Dezember 1972 in Los Angeles, Kalifornien, USA) ist ein US-amerikanischer Schlagzeuger, der vor allem für seine Zusammenarbeit mit Alice Cooper seit 2011 und als Drummer der Hollywood Vampires seit 2017 bekannt ist. Er hat mit etlichen anderen Musikern und Gruppen live und im Studio gearbeitet, darunter Mötley Crüe, Orianthi, Saga, Steven Tyler, Kesha und zahlreichen weiteren.

## Biografie
Sobel stammt aus Los Angeles und begann im Alter von elf Jahren Schlagzeug zu spielen. Während seiner gesamten Schulzeit lernte er Schlagzeug, spielte unter anderem in Blaskapellen und Jazzbands, und gewann schließlich im Alter von 19 Jahren einen großen Drum-Off-Wettbewerb in Los Angeles. Dies führte bald zu seinem ersten professionellen Auftritt mit dem Gitarrenvirtuosen Tony MacAlpine. Sobel nahm 1993 mit MacAlpine eine Platte mit dem Titel Madness auf, auf der auch der Jazz-Saxophonist Branford Marsalis zu hören war.
Sobel wechselte musikalisch den Gang und trat mit SX-10 auf, einer Rap-Rock-Band mit Sen Dog von Cypress Hill, in der viele andere Rap-Koryphäen der Zeit wie Everlast und die Kottonmouth Kings auftraten. Bald darauf nahm Sobel ein Angebot an, Bandmitglied der Beautiful Creatures zu werden. Beautiful Creatures nahmen 2001 an mehreren Tourneen teil, unter anderem beim Ozzfest und als Vorgruppe für Marilyn Manson.
In den nächsten Jahren spielte Sobel auf einer Reihe von Tourneen und als Sessionmusiker. Es folgten auch Lehrtätigkeiten und eine Dozentenstelle am Musicians Institute in Hollywood, was dazu führte, dass er bei verschiedenen Drum-Events und Festivals weltweit auftrat.
Im September 2010 erhielt Sobel in letzter Minute den Anruf, den verletzten Matt Laug bei der Vasco Rossi 2010 Indoor Tour in Italien zu ersetzen. Auf der Tour gab es Auftritte vor mehr als 40.000 Menschen, und Sobel war fünf Wochen lang dabei.
Im Oktober 2015 sprang Sobel während der Abschiedstournee von Mötley Crüe für Tommy Lee ein, der aufgrund einer Sehnenentzündung im Handgelenk nicht auftreten konnte. Sobel spielte in fünf aufeinanderfolgenden Shows sowohl bei Alice Cooper als auch bei Mötley Crüe Schlagzeug, während Lee sich von seiner Verletzung erholte. Seit 2017 trommelt er auch bei den Hollywood Vampires.
Wenn Sobel nicht unterwegs ist, spielt er in Los Angeles mit verschiedenen Künstlern, darunter der Band des Def Leppard Gitarristen Vivian Campbell, Sir Sawoff and the Trainwrecks.